# بارتوز سالامون
بارتوز سالامون (بالبولندية: Bartosz Salamon) وهو لاعب كرة قدم بولندي يلعب في مركز الدفاع ولد في يوم 1 مايو 1991 في مدينة بوزنان في بولندا لعب مع أندية ليخ بوزنان البولندي و نادي بريشيا الإيطالي و نادي فوجيا الإيطالي و نادي إي سي ميلان و حاليا يلعب في سامبدوريا كما أنه لعب مع صفوف المنتخب البولندي، طوله 195 سم.

## روابط خارجية
- بارتوز سالامون على موقع الاتحاد الأوربي (الإنجليزية)
- بارتوز سالامون على موقع قاعدة بيانات كرة القدم.إي يو (الإنجليزية)
- بارتوز سالامون على موقع ناشيونال فوتبول تيمز (الإنجليزية)
- بارتوز سالامون على موقع Soccerway.com (الإنجليزية)
- بارتوز سالامون على موقع عالم كرة القدم.نت (الإنجليزية)
- بارتوز سالامون على موقع كووورة
- بارتوز سالامون على موقع AS.com (الإسبانية)